# Yenith Bailey
Yenith Elizabett Bailey de la Cruz (Panama-Stad, 29 maart 2001) is een Panamees voetbalspeelster die als doelverdediger actief is bij de nationale ploeg van Panama.

## Biografie
Bailey werd op 29 maart 2001 geboren in de wijk Río Abajo, in Panama-Stad en begon op vijfjarige leeftijd.met voetballen.
Bailey speelde in de LFF (Liga de Fútbol Femenino) van Panama, meer bepaald in Tauro FC en San Francisco FC, en bouwde verder een carrière uit in het Latijns-Amerikaanse voetbal. Ze speelde voor Libertad Limpeño in Paraguay, waar ze kampioen werd en ook de "Gouden handschoen" won. Daarna bij Atlético Nacional in Colombia en bij Dimas Escazú in Costa Rica.

## Internationale carrière
Bailey debuteerde in augustus 2018 op 17-jarige leeftijd bij de nationale ploeg tijdens het CONCACAF-kwalificatietoernooi voor het wereldkampioenschap voetbal vrouwen in de Verenigde Staten in de wedstrijd tegen Nicaragua die met 4-0 gewonnen werd. Ze won op het tornooi de "Gouden handschoen" en werd verkozen bij de "Best XI". Ze was nog maar een jaar eerder als keeper opgesteld door de Panamese coach Victor Suárez. Voorheen speelde ze als middenvelder. Door het behalen van de vierde plaats plaatste Pananama zich voor de intercontinentale play-offs voor het Wereldkampioenschap voetbal vrouwen 2019 waar ze werden uitgeschakeld door Argentinië.
Ze nam ook met het nationale team deel aan de Pan-Amerikaanse Spelen 2019 en aan het CONCACAF-kwalificatietoernooi 2022.
Bailey maakte deel uit van de selectie van 23 speelsters die door Nacha Quintana op 26 januari 2023 bekendgemaakt werd voor de intercontinentale play-offs in februari in Nieuw-Zeeland en zich kwalificeerden voor het Wereldkampioenschap voetbal vrouwen 2023.
1: Bailey ·
2: Jaén ·
3: Murillo ·
4: Castillo ·
5: Pinzón ·
6: Quintero ·
7: Rangel ·
8: Batista ·
9: Riley ·
10: Cox ·
11: Mills · 12: Córdoba · 13: Alvarado · 14: Pérez · 15: Espinosa · 16: Díaz · 17: Angulo · 18: Hernández · 19: Cedeño · 20: Montenegro · Coach: Suárez
1: Fábrega ·
2: Jaén ·
3: Reyes ·
4: Castillo ·
5: Pinzón ·
6: Salazar ·
7: Rangel ·
8: Batista ·
9: Riley ·
10: Cox ·
11: Camarena · 12: Bailey · 13: Natis · 14: De León · 15: Guevara · 16: Espinosa · 17: Villagrand · 18: Hernández · 19: Cedeño · 20: González · 21: De Obaldía · 22: Ducreux · 23: Vargas · Coach: Quintana
1: Fábrega ·
2: Jaén ·
3: Natis ·
4: Castillo ·
5: Pinzón ·
6: Salazar ·
7: E.Cedeño ·
8: González ·
9: Riley ·
10: Cox ·
11: Mills · 12: Bailey · 13: Tanner · 14: Montenegro · 15: Vargas · 16: Espinosa · 17: Batista · 18: Hernández · 19: L.Cedeño · 20: Quintero · 21: De Obaldía · 22: Córdoba · 23: Baltrip-Reyes · Coach: Quintana